# 蘇拉巴亞山
59°3′S 26°36′W / 59.050°S 26.600°W
蘇拉巴亞山（英語：Mount Sourabaya），是南極洲的山峰，位於南桑威奇群島的布里斯托爾島，處於達恩利山西北面1.9公里，海拔高度915米，由英國南極名稱諮詢委員會命名，現時由英國海外領土管轄。